# جاك كاري
جاك كاري (بالإنجليزية: Jack Carey)‏ هو عازف مترددة ‏ أمريكي، ولد في 1889، وتوفي في 1934.

## وصلات خارجية
- جاك كاري على موقع ميوزك برينز (الإنجليزية)